# هيكتور فالي
هيكتور فالي (بالإنجليزية: Héctor Valle)‏ هو لاعب كرة قاعدة أمريكي، ولد في 27 أكتوبر 1940 في Vega Baja, Puerto Rico ‏ في الولايات المتحدة.

## وصلات خارجية
- هيكتور فالي على موقعبيزبول رفرنس.كوم (الدوري الرئيسي) (الإنجليزية)
- هيكتور فالي على موقعبيزبول رفرنس.كوم (الدوري الثانوي) (الإنجليزية)
- هيكتور فالي على موقع مشجعي الرسوم البيانية (الإنجليزية)